# Васильків (Звенигородський район)
Василькі́в — село в Україні, у Шполянській міській громаді Звенигородського району Черкаської області. Населення — 1543 осіб. До 2020 року — адміністративний центр Васильківської сільської ради.

## Географія
Село Васильків розташоване за 85 км від обласного центру та 41 км від районного центру, на березі річки Князька, яка впадає у Шполку.
Через село пролягає залізнична лінія Цвіткове — Христинівка, поділячи його на дві нерівних частини, на якій знаходиться пасажирський зупинний пункт Васильків, де зупиняються приміські поїзди сполученням Черкаси — Христинівка / Умань.

## Історія
Село засноване у XIV столітті. Станом на 1885 рік у колишньому власницькому селі Шполянської волості Звенигородського повіту Київської губернії мешкало 2400 осіб, налічувалось 404 домогосподарств, існували православна церква, 3 постоялих будинки, лавка та 13 вітряних млинів.
За переписом 1897 року кількість мешканців зросла до 3489 осіб (1694 чоловічої статі та 1795 — жіночої), з яких 3453 — православної віри.
6 лютого 1944 року поблизу Василькова відбувся бій підрозділів 230-го гвардійського стрілецького полку 80-ї гвардійської стрілецької дивізії з німецькими танками. Зі складу 2-го стрілецького батальйону, в ході бою, відзначилися бійці 4-ї та 6-ї стрілецьких рот, 2-ї протитанкової роти.
24 лютого 1944 року неподалік села в урочищі Гнилець відбувся ще один бій з німецько-фашистськими окупантами, які здійснювали наступ з боку села Капустине. О 07:00 було проведено розвідку боєм, о 10:00, збільшивши кількість піхоти зі 100 до 250 чоловік, за підтримки двох танків, ворог розпочав атаку. Активна частина бою тривала до 15:00, після чого просування нацистів було зупинене. Наступного дня бій продовжився. 25 лютого 1944 року противник силою 100-150 піхотинців, за підтримки бронетехніки, неодноразово переходив в атаки. До кінця доби радянським воїнам вдалося підбити 4 танки і самохідну гармату, ще 2 самохідки було спалено, а 130 гітлерівців — знищено. Цього разу оборону Василькова вела 84-а стрілецька дивізія 53-ї армії. Воїнами лише одного 2-го батальйону 41-го стрілецького полку цієї дивізії було відбито 12 ворожих атак. В якості помічника командира 41-го стрілецького полку з постачання, участь у цих подіях брав уродженець села Сигнаївка Олександр Ісидорович Коваленко.  Завдяки місцевим жителям йому вдалося повною мірою забезпечити свою частину продовольством.
12 червня 2020 року, відповідно з розпорядження Кабінету Міністрів України № 728-р «Про визначення адміністративних центрів та затвердження територій територіальних громад Черкаської області», Васильківська сільська рада об'єднана з Шполянською міською громадою.
19 липня 2020 року, в результаті адміністративно-територіальної реформи та ліквідації Шполянського району, село увійшло до складу новоутвореного Звенигородського району.

## Поселення трипільської культури
Біля села знайдено поселення трипільської культури площею понад 50 га (перша половина IV століття до н. е.). Поруч з ним — поселення ранньої залізної доби (VII—V століть до н. е.). Знахідки з трипільського поселення (посуд із розписом) зберігаються у Національному музеї історії України.

## Населення

### Мова
Розподіл населення за рідною мовою за даними перепису 2001 року:
| Мова            | Кількість | Відсоток |
| --------------- | --------- | -------- |
| українська      | 2321      | 98.51%   |
| російська       | 25        | 1.07%    |
| білоруська      | 4         | 0.17%    |
| румунська       | 3         | 0.13%    |
| вірменська      | 1         | 0.04%    |
| інші/не вказали | 2         | 0.08%    |
| Усього          | 2356      | 100%     |

## Відомі особи
Уродженці села:
- Мотрич Катерина Вакулівна (нар. 30 листопада 1947) — українська письменниця.
- Поречкіна Лідія Степанівна (нар. 6 травня 1961) — український політик.
- Прохоров Дмитро Олексійович (1998—2022) — старший солдат ДПСУ, учасник російсько-української війни.